# Impatiens junghuhnii
Impatiens junghuhnii är en balsaminväxtart som beskrevs av Friedrich Anton Wilhelm Miquel. Impatiens junghuhnii ingår i släktet balsaminer, och familjen balsaminväxter. Inga underarter finns listade i Catalogue of Life.